# Adelburg Ágost
Adelburg Ágost lovag (Konstantinápoly, Pera, ma: Isztambul, Törökország, 1830. november 1. – Bécs, 1873. október 20.) zeneszerző, hegedűművész.
Családi neve Ábranovics, nemesi előneve Adelburg volt, amelyet írói névként is használt. Horvátországi család leszármazottja volt. Zenei tanulmányait Bécsben folytatta. Életéről pontosabbat nem tudunk.

## Művei
- Entgegnung auf die von Dr. Franz Liszt in s einem Werke: Des Bohemiens et de leur musique en Hongrie, aufgestellte Behauptung: dass es keine ungarische National-Musik, sondern bloss eine Musik der Zigeuner giebt. Pest, 1859. (Ism. Pesti Napló 254. sz.)
- Zrinyi. Történeti, drámai zenekép öt felvonásban. Körner drámájának szabad felhasználásával. 1868-ban a Nemzeti Színházban mutatták be.
- Wallenstein. Opera.
- Martinuzzi. Opera.